# Aloe bukobana
Aloe bukobana är en grästrädsväxtart som beskrevs av Gilbert Westacott Reynolds. Aloe bukobana ingår i släktet Aloe och familjen grästrädsväxter. Inga underarter finns listade i Catalogue of Life.